# 森川町 (愛西市)
森川町（もりかわちょう）は、愛知県愛西市にある地名。字が25ある。

## 地理
旧立田村域南東端に位置する。東は西保町・弥富市五之三・五之三町、西は立田町、南は木曽川を挟み三重県桑名市長島町、北は山路町に接する。

### 字一覧
（配列は五十音順・読みはYahoo!地図による）
- 井桁（いげた）
- 井桁西（いげたにし）
- 壱番割（いちばんわり）
- 杁口（いりぐち）
- 鵜戸川添（うどがわぞえ）
- 大森（おおもり）
- 一番割（いちばんわり）
- 梶島（かじしま）

尾張国海西郡梶島新田村に由来する。木曽川と旧佐屋川の合流点に形成された砂州が梶の形をしていたからとも、船頭の舵取りの目標として使われていたことからともいう。
- 上梶島（かみかじしま）
- 上古川（かみふるかわ）
- 川平（かわひら）
- 幸吉西（こうきちにし）
- 子消前（こきえまえ）
- 下古川（しもふるかわ）
- 重兵（じゅうべい）
- 新越（しんおこし）
- 堤外（ていがい）
- 寺西（てらにし）
- 子改（ねあらため）
- 東柳（ひがしやなぎ）
- 百石山（ひゃっこくやま）
- 百石山壱番割（ひゃっこくやまいちばんわり）
- 宮西（みやにし）
- 村仲（むらなか）
- 弥左屋敷（やさやしき）

### 河川
- 木曽川
- 海部幹線水路
- 鵜戸川

## 歴史

### 沿革
- 江戸時代 - 尾張国海西郡尾張藩領鵜多須代官所支配の村として上古川村・下古川村・大森村・梶島新田村が所在[7][8][6][9]。上古川村には本田のほか、午改新田・梶島新田・重兵衛新田の名が見える[7]。大森村には本田のほか、蒲原新田・拾六石山・五石山・百石山の名が見える[8]。
- 元和7年 - 海東郡西条村より移住した若原重兵衛により上古川村重兵衛新田が開発される[7]。
- 寛文6年 - 梶島新田が上立田村より上古川村に移る[7]。
- 明治11年 - 愛知県海西郡の上古川村・下古川村・大森村・梶島新田村が合併し、森川村となる[10]。下古川に学校が設置される[10]。
- 明治22年 - 海西郡川治村大字森川となる[10]。
- 明治24年 - 濃尾地震でほとんどの家屋が倒壊する被害が出た[10]。
- 明治32年 - 木曽三川分流工事における佐屋川廃川に伴い、跡地を開墾することで村域を拡大する[10]。
- 明治39年 - 立田村大字森川となる[10]。
- 昭和49年 - 大有コンクリート工業の工場設置[10]。
- 昭和53年 - 中部電力西尾張変電所設置[10]。
- 2005年（平成17年）4月1日 - 愛西市森川町となる。

## 世帯数と人口
2019年（令和元年）5月1日現在の世帯数と人口は以下の通りである。
| 町丁   | 世帯数  | 人口  |
| ------ | ------- | ----- |
| 森川町 | 285世帯 | 809人 |

### 人口の変遷
国勢調査による人口の推移
| 2005年（平成17年） | 930人 | [ 11 ] |  |
| 2010年（平成22年） | 882人 | [ 12 ] |  |
| 2015年（平成27年） | 801人 | [ 13 ] |  |

## 小・中学校の学区
市立小・中学校に通う場合、学区は以下の通りとなる。
| 番・番地等 | 小学校                 | 中学校             |
| ---------- | ---------------------- | ------------------ |
| 全域       | 愛西市立立田南部小学校 | 愛西市立立田中学校 |

## 交通

### バス
- 愛西市巡回バス（2020年4月1日現在）[15]

|    | 停留所名             | ルート |
| -- | -------------------- | ------ |
| 57 | 道の駅               | 立田   |
| 58 | 立田南部コミュニティ | 立田   |
| 59 | 森川町大森           | 立田   |

### 道路
- 愛知県道・岐阜県道・三重県道125号佐屋多度線

## 施設
- 道の駅立田ふれあいの里
- 愛西市給食センター
- 愛知県立田地盤沈下観測所
- 愛西市消防団立田第3分団
- 中部電力尾張開閉所
- 真宗大谷派専随寺
- 真宗大谷派常瑞寺
- 曹洞宗薬師寺
- 曹洞宗大安寺
- 天理教本換分教会
- 富岡神社
- 津島社
- 神明社

## 史跡
- 古木江城